# Говард, Уильям (судья)
Уильям Говард (англ. William Howard), также известный как Уильям из Уигенхолла (англ. William of Wiggenhall; до 1255 — 1308) — английский землевладелец, судья суда общих тяжб в 1297—1308 годах, первый достоверно известный представитель английского рода Говардов, позже — герцогов Норфолкских. Уильям выдвинулся на юридической службе, постепенно дослужившись до статуса судьи. На доходы от юридической практики он покупал земли в районе Ист-Уинча и Уиггенхолла (Северный Норфорлк). Кроме того, некоторые земли Уильям получил посредством двух браков. К моменту смерти его семья уже прочно укоренилась в Норфолке.

## Происхождение
Возвышение Уильяма, возможно, связано с компанией, управлявшей процветающим портом в Кингс-Линне. Высказывались предположения, что его родители были торговцами в этом городе, хотя сам он к моменту первого упоминания жил уже в Ист-Уинче — небольшом поселении в Северном Норфолке, которое находилось в нескольких милях к юго-востоку от Кингс-Линна.
Семейная традиция Говардов утверждает, что Уильям был сыном Джона Говарда из Уиггенхолла и Люси, дочери Джона Гермунда, однако не существует никаких документальных свидетельств, подтверждающих это происхождение. Семья Говардов, жившая в районе Линна, возможно, имела англосаксонское происхождение и принадлежала к мелкопоместному дворянству. Название рода, Говард, возможно, произошло от староанглийских слов «haye» (изгородь) и «ward» (надзиратель) и первоначально обозначало служащего, основной обязанностью которого было предотвращать вторжение на пастбища.

## Биография
Автор статьи в «Оксфордском биографическом словаре» считает, что Уильям родился не позже 1255 года в Уиггенхолле (Норфолк).
Впервые в сохранившихся источниках Уильям появляется в 1277 году, когда он купил землю в районе Ист-Уинча, вероятно, на доходы от юридической карьеры. Между 1272 и 1276 годами он получил несколько назначений, служа поверенным в суде общих тяжб.
В середине 1280-х Уильям Говард работал в качестве судебного пристава в выездных сессиях суда: в 1285 году — в Эссексе, в 1286 году — в Норфолке, в 1289 году — в Уилтшире. Во время летней судебной сессии 1290 года он упоминается уже в качестве судебного пристава суда общих тяжб. Когда в июне 1292 года возобновилась выездная сессия суда, Уильям предложил свои услуги в южном округе. По сохранившимся отчётам, он был одним из самых активных судебных приставов в этом округе. В 1294 году Уильям принял участие в зимней судебной сессии суда общих тяжб. В дальнейшем он регулярно принимал участие в судебных сессиях вплоть до пасхальной сессии 1297 года.
В 1290-е годы Уильям Говард начинает получать назначения в качестве судьи. Первый раз это произошло в июне 1293 года, когда он вместе с Джоном де Бейтсфордом стал судьёй выездной сессии суда присяжных в северных графствах. Между 1293 и 1297 годах Уильям, судя по всему, работал судьёй в перерывах между сессиями суда общих тяжб. В 1295 году он был в качестве судьи вызван в парламент, созванный Эдуардом I. 11 октября 1297 года он был назначен пятым (дополнительным) судьёй суда общих тяжб, после чего прекратил работу в качестве судьи выездных сессий суда присяжных. В этот же период Уильям был посвящён в рыцари. 
Согласно сохранившимся документам, Уильям участвовал в судебных заседаниях вплоть до летней сессии 1308 года. Однако, судя по судебным отчётам, он отсутствовал при королевском дворе во время летней и зимней сессий 1302 года, летней сессии 1305 года и зимней и пасхальной сессий 1306 года. Кроме того, согласно сохранившимся документам, во время летней судебной сессии 1302 года, заседавшей в Йорке, Говард и двое его коллег присутствовали на заседании парламента в Лондоне. Судя по всему, отсутствие Уильяма во время судебных сессий 1305 и 1306 года связаны с его работой в качестве судьи Трейлбастона. А во время пасхальной и летней сессии 1307 года он возглавлял суд Трейлбастона. Судя по отчётам, Уильям Говард, как и его коллега Джон де Бейтсфорд, был активным и способным судьёй, удержавшимся на своей должности и после смены главного судьи. Во время правления короля Генриха VII в церкви Лонг Мелфорда был размещён витраж, на котором было изображено коленопреклонённое изображение Уильяма с надписью: «Молитесь за душу Уильяма Говарда, верховного судьи Англии», однако эту должность он никогда не занимал.
Уильям умер незадолго до 24 августа 1308 года, когда его в отчётах показали умершим, а 11 ноября 1308 года на его должность был назначен новый судья — Генри ле Скруп. Его тело было захоронено в часовне Ист-Винча на южной стороне алтаря.
Благодаря Уильяму его семья прочно укоренилась в Норфолке. Главным местом его жительства был Ист-Уинч. Первоначально он, вероятно, жил в небольшом доме, но в 1298 году Уильям купил поместье Гранкур, куда и перебрался. Постепенно он увеличивал свою собственность в этом районе, покупая владения, а также посредством браков (обе его жены принесли земли в приданое). Все документально подтверждённые земельные приобретения, сделанные Уильямом, располагались в графстве Норфолк — по большей части неподалёку от Уиггенхолла, из-за чего его иногда называли Уильямом из Уиггенхолла. Среди них было поместье Ист-Винч, которое его вторая жена получила в качестве вдовьей доли из владений первого мужа, Симона Констебла из Бертона Констебла в Йоркшире, умершего в тюрьме в 1294 году, отказываясь выступать в суде по ряду уголовных преступлений и обвинений, в том числе в отравлении первой жены Уильяма. При этом на эти поместья претендовала и другая бывшая жена Симона, Кэтрин Уилсбис 1297/1300.

## Брак и дети
1-я жена: Элис (Алиса) де Уффорд, дочь сэра Роберта де Уффорда. 
2-я жена: с 1297/1300 Элис (Алиса) Фиттон, дочь и наследница сэра Эдмунда Фиттона из Фиттон-холла, Норфолк, вдова Симона Констебла из Бертон Констебла в Йоркшире. 
Документального указания на то, в каком из двух браков родились двое известных по источникам сыновей Уильяма, нет. Автор статьи об Уильяме в «Национальном биографическом словаре» считает, что первый брак был бездетным, а оба сына родились во втором браке. Этой же версии придерживается и Дж. Робинсон, хотя в генеалогической таблице Джон Говард I показан его сыном от первой жены . Но автор статьи в «Оксфордском биографическом словаре» полагает, что оба сына «наверняка» родились в первом браке.
Дети:
- Джон Говард I (умер в 1331/1333), шериф Норфолка и Саффолка[3]. Он женился на Джоанне, дочери Ричарда Корнуольского, незаконнорождённого сына римского короля Ричарда Корнуольского. Его сын, Джон Говард II, был в 1335—1337 годах адмиралом Севера[англ.], а внук, Роберт Говард из Стоук Нейланда, выгодно женился на Маргарет Скейлз, дочери Роберта Скейлза, 3-го барона Скейлза. Их сын Джон Говард III (умер в 1437) был богатым землевладельцем, придворным и политиком; его внуком был Джон Говард, 1-й герцог Норфолк[7].
- Уильям Говард[4].